# Norsk, Amur oblast
Norsk (ryska Норск) är en by i länet Amur oblast i Ryssland. Den ligger vid floden Selemdzja. Norsk är centralort för landsbygdsdistriktet Norskij selsovet, som hade 341 invånare 2015.